# ベルナベ・サパタ・ミラジェス
ベルナベ・サパタ・ミラジェス（Bernabé Zapata Miralles、1997年1月12日 - ）は、スペイン・バレンシア州バレンシア県バレンシア出身の男子プロテニス選手。ATPランキング自己最高位はシングルス37位、ダブルス503位。これまでにATPツアーでシングルスの優勝はない。身長183cm。右利き、バックハンド・ストロークは両手打ち。

## 経歴

### 2018年-2021年
2018年5月にスイスで開催されたジュネーヴ・オープンでは、予選を勝ち上がってATPツアー本戦デビューした。
2020年9月にイタリアで開催されたATPチャレンジャーツアーのフリウリ＝ヴェネツィア・ジュリアチャレンジャーでは、決勝で同胞のカルロス・アルカラスを破ってチャレンジャーツアー初優勝を飾った。
2021年3月にはアラブ首長国連邦で開催されたドバイ・テニス選手権では、予選を勝ち上がってATPツアー本戦に2度目の出場を果たした。同年6月の2021年全仏オープンでは、予選を勝ち上がってグランドスラム本戦デビューした。同年9月の2021年全米オープンでは本戦にラッキールーザーとして出場し、本戦1回戦では同胞のフェリシアーノ・ロペスに勝利してグランドスラム本戦初勝利を飾った。

### 2022年
2022年6月の2022年全仏オープン時点のATPランキングは130位だった。1回戦ではアメリカ合衆国のマイケル・モーに、2回戦では第13シードのテイラー・フリッツに、3回戦では第23シードのジョン・イスナーに勝利した。フリッツ戦の勝利はATPランキング15位以内の選手からの初勝利である。4回戦では第3シードのアレクサンダー・ズベレフに敗れたが、同年6月6日のATPランキングを97位として初めて100位以内に入った。

### 2023年
2023年2月にアルゼンチンで開催されたコルドバ・オープンでは、1回戦のロベルト・カルバリェス・バエナ戦が3時間26分という長時間の試合となり、大会の史上最長試合記録を更新した。同じく2月のアルゼンチン・オープンでは、2回戦で第4シードのディエゴ・シュワルツマン、準々決勝で第5シードのフランシスコ・セルンドロと、いずれもアルゼンチン人のシード選手を破り、キャリアで初めてATPツアーの準決勝に進出した。準決勝では同胞のカルロス・アルカラスに敗れた。
やはり2月にブラジルで開催されたリオ・オープンでは、2回戦で第4シードのフランシスコ・セルンドロ、準々決勝で同胞のアルベルト・ラモス＝ビノラスを破り、2大会連続でATPツアーの準決勝に進出した。準決勝では第2シードのキャメロン・ノリーに敗れた。ATPツアー500での好成績によって、2月27日にはATPランキングで自己最高の42位を記録した。
5月にスペインで開催されたムチュア・マドリード・オープンでは、2回戦で第19シードのダニエル・エバンスを、3回戦でロシアのロマン・サフィウリンを破り、初出場にして4回戦に進出した。4回戦では第4シードのステファノス・チチパスに敗れた。ATPマスターズ1000での好成績によって、5月22日にはATPランキングで自己最高の37位を記録した。6月の2023年全仏オープンでは第32シードとなり、グランドスラムで初めてシード選手となったが、1回戦でディエゴ・シュワルツマンに敗れた。

## 4大大会成績

### シングルス
| 大会           | 2018 | 2019 | 2020 | 2021 | 2022 | 2023 |
| -------------- | ---- | ---- | ---- | ---- | ---- | ---- |
| 全豪オープン   | A    | A    | Q1   | Q1   | Q1   | 1R   |
| 全仏オープン   | A    | A    | A    | 1R   | 4R   | 1R   |
| ウィンブルドン | A    | A    | NH   | 1R   | 1R   |      |
| 全米オープン   | A    | Q1   | A    | 2R   | 1R   |      |